# Campeonato Mundial de Clubes de Balonmano de 1997
El Campeonato Mundial de Clubes de Balonmano de 1997 (oficialmente IHF Super Globe 1997) fue la 1ª edición del Campeonato Mundial de Clubes de Balonmano, y se saldó con la victoria del CB Cantabria sobre el Drammen HK de Noruega en la final de Viena (30-29). Otros clubes participantes fueron los locales del HC Stadtwerke Bruck, el Doo San Kyung Wol de Seúl, el Mouloudia Club de Argel, el Osakidenki de Tokio, el KAC Marrakech y el Club Metodista Sao Bernardo de São Paulo.

## Equipos
| Group A                                                                    | Group B                                                             |
| -------------------------------------------------------------------------- | ------------------------------------------------------------------- |
| CB Cantabria Metodista Sao Bernardo Doo San Kyung Wol Seúl KAZM Marrakesch | HK Drammen HC Sparkasse Stadtwerke Bruck Osakidenki Tokio MCA Argel |

## Fase de grupos

### Grupo A
| Pos | Equipo                 | J | G | E | P | GF | GC | Dif | Pts |
| --- | ---------------------- | - | - | - | - | -- | -- | --- | --- |
| 1   | CB Cantabria           | 3 | 3 | 0 | 0 | 87 | 62 | +25 | 6   |
| 2   | Doo San Kyung Wol Seúl | 3 | 2 | 0 | 1 | 71 | 72 | -1  | 4   |
| 3   | Metodista Sao Bernardo | 3 | 0 | 1 | 2 | 71 | 79 | -8  | 1   |
| 4   | KAZM Marrakesch        | 3 | 0 | 1 | 2 | 61 | 77 | -16 | 1   |

| Fecha | Lugar | Local                  | Resultado | Visitante              |
| ----- | ----- | ---------------------- | --------- | ---------------------- |
|       |       | Metodista Sao Bernardo | 25-26     | Doo San Kyung Wol Seúl |
|       |       | CB Cantabria           | 29-19     | KAZM Marrakesch        |
|       |       | Metodista Sao Bernardo | 22-29     | CB Cantabria           |
|       |       | KAZM Marrakesch        | 18-24     | Doo San Kyung Wol Seúl |
|       |       | KAZM Marrakesch        | 24-24     | Metodista Sao Bernardo |
|       |       | Doo San Kyung Wol Seúl | 21-29     | CB Cantabria           |

### Grupo B
| Pos | Equipo                        | J | G | E | P | GF | GC | Dif | Pts |
| --- | ----------------------------- | - | - | - | - | -- | -- | --- | --- |
| 1   | HK Drammen                    | 3 | 3 | 0 | 0 | 89 | 74 | +15 | 6   |
| 2   | HC Sparkasse Stadtwerke Bruck | 3 | 2 | 0 | 1 | 87 | 77 | +10 | 4   |
| 3   | Osakidenki Tokio              | 3 | 0 | 1 | 2 | 65 | 77 | -12 | 1   |
| 4   | MCA Argel                     | 3 | 0 | 1 | 2 | 63 | 76 | -13 | 1   |

| Fecha | Lugar | Local                         | Resultado | Visitante                     |
| ----- | ----- | ----------------------------- | --------- | ----------------------------- |
|       |       | HC Sparkasse Stadtwerke Bruck | 30-20     | Osakidenki Tokio              |
|       |       | HK Drammen                    | 30-18     | MCA Argel                     |
|       |       | HC Sparkasse Stadtwerke Bruck | 29-30     | HK Drammen                    |
|       |       | MCA Argel                     | 18-18     | Osakidenki Tokio              |
|       |       | MCA Argel                     | 27-28     | HC Sparkasse Stadtwerke Bruck |
|       |       | Osakidenki Tokio              | 27-29     | HK Drammen                    |

## Fase final

### 7 y 8 puesto

#### KAZM Marrakesch -  MCA Argel
|  | KAZM Marrakesch | 21:25 | MCA Argel |  |  |

### 5 y 6 puesto

#### Osakidenki Tokio - Metodista Sao Bernardo
|  | Osakidenki Tokio | 27:22 | Metodista Sao Bernardo |  |  |

### Semifinal y final
|  | Semifinal                     | Semifinal  |    |                               | Final                  | Final |  |
|  |                               |            |    |                               |                        |       |  |
|  |                               |            |    |                               |                        |       |  |
|  |                               |            |    |                               |                        |       |  |
|  | CB Cantabria                  | 35         |    |                               |                        |       |  |
|  | HC Sparkasse Stadtwerke Bruck | 16         |    |                               |                        |       |  |
|  |                               |            |    |                               |                        |       |  |
|  |                               |            |    |                               |                        |       |  |
|  |                               |            |    |                               | CB Cantabria           | 30    |  |
|  |                               | HK Drammen | 29 |                               |                        |       |  |
|  |                               |            |    |                               |                        |       |  |
|  |                               |            |    |                               |                        |       |  |
|  |                               |            |    |                               | 3 y 4 puesto           |       |  |
|  |                               |            |    |                               |                        |       |  |
|  | HK Drammen                    | 32         |    | HC Sparkasse Stadtwerke Bruck | 27                     |       |  |
|  | Doo San Kyung Wol Seúl        | 27         |    |                               | Doo San Kyung Wol Seúl | 33    |  |

#### Semifinal

##### CB Cantabria - HC Sparkasse Stadtwerke Bruck
|  | CB Cantabria | 35:16 | HC Sparkasse Stadtwerke Bruck |  |  |

##### HK Drammen - Doo San Kyung Wol Seúl
|  | HK Drammen | 32:27 | Doo San Kyung Wol Seúl |  |  |

#### 3 y 4 puesto

##### HC Sparkasse Stadtwerke Bruck -  Doo San Kyung Wol Seúl
|  | HC Sparkasse Stadtwerke Bruck | 27:33 | Doo San Kyung Wol Seúl |  |  |

#### Final

##### CB Cantabria - HK Drammen
|  | CB Cantabria | 30:29 | HK Drammen |  |  |

| España                          |
| Campeón CB Cantabria 1.o título |

## Clasificación
| Puesto | Equipo                        |
| ------ | ----------------------------- |
| 1      | CB Cantabria                  |
| 2      | Drammen HK                    |
| 3      | Doo San Kyung Wol Seúl        |
| 4      | HC Sparkasse Stadtwerke Bruck |
| 5      | Osakidenki Tokio              |
| 6      | Club Metodista Sao Bernardo   |
| 7      | MCA Argel                     |
| 8      | KAC Marrakech                 |

| Predecesor: - | Mundial de Clubes 1997 | Sucesor: Mundial de Clubes 2002 |